# غزو شاهين لآسيا الصغرى (615م)
في العام 615م، وأثناء الحرب المستمرة مع الإمبراطورية البيزنطية، غزا جيش الإمبراطورية الساسانية الفارسية آسيا الصغرى بقيادة الاصبهبذ (رئيس الجيش) شاهين ووصل إلى خلقدون، عبر البوسفور من القسطنطينية. في هذه المرحلة، وفقًا لسيبيوس، وافق هرقل على التنحي وكان على وشك أن يصبح عميلًا للإمبراطور الساساني كسرى الثاني حيث سيجعل هذا الأمر الإمبراطورية الرومانية الشرقية (البيزنطية) دولة عميلة للفرس، وكذلك سيسمح لكسرى الثاني باختيار الإمبراطور. كان الفرس قد استولوا على سوريا الرومانية وفلسطين في العام السابق. وبعد مفاوضات مع الإمبراطور البيزنطي هرقل، أُرسل السفير البيزنطي إلى الإمبراطور الساساني خسرو الثاني ثم انسحب شاهين مرة أخرى إلى سوريا.
لم تكن هذه هي المرة الأولى التي يصل فيها الجيش الفارسي إلى جدران القسطنطينية، لكن هذه المرة كان الغزو أكثر انتشارًا. وابتداءً من العام 614م، زحف الفرس آسيا الصغرى. وفي نفس العام استولوا على ملطية ثم قسم شاهين جيوشه إلى قسمين، جيش يسير لنهب ساردس وميليتوس وجيش يتحرك معه نحو خلقدون. ومع التراجع الناجح للعودة إلى سوريا، حافظ الفرس على بقيسارية (قيصرية الحديثة) والقلاع الأرمنية الرئيسية في ثيودوسيوبوليس (أرضروم الحديثة ومارتروبوليس). وفقًا لسيبوس، عندما وصل الفرس إلى خلقدون في العام 615م، وافق هرقل على التنحي وكان على وشك أن يصبح عميلًا للإمبراطور الساساني كسرى الثاني، حيث سيجعل هذا الأمر الإمبراطورية الرومانية الشرقية (البيزنطية) دولة عميلة للفرس، وكذلك سيسمح لكسرى الثاني باختيار الإمبراطور.